# Schlacht bei Molodi
In der Schlacht bei Molodi fiel zwischen dem 29. Juli und dem 2. August 1572 die Entscheidung im Russisch-Krimtatarischen Krieg (1570–1572) zugunsten der russischen Truppen.

## Vorgeschichte
Bereits in der ersten Hälfte des 16. Jahrhunderts zählten die russischen Chroniken 43 Einfälle der Krimtataren. Die schwersten davon fanden in den Jahren 1517, 1521, 1536, 1537 und 1552 statt. Zugleich konnte das Moskauer Reich in der Mitte des Jahrhunderts beachtliche Erfolge mit der Einnahme der tatarischen Khanate Kasan und Astrachan verbuchen.
Seit der zweiten Hälfte der 1560er Jahre war von verschiedenen Seiten Druck auf den Khan der Krimtataren, Devlet Giray (1512–1577), ausgeübt worden, um ihn zu einem Angriff auf den russischen Zaren Iwan IV. (1530–1584) zu bewegen. Sultan Selim II. (1524–1574) plante selbst die Einnahme von Astrachan und forderte aus diesem Grund die Unterstützung des Krimkhanats. Polen und Litauer befanden sich schon seit Jahren im Livländischen Krieg (1558–1583) gegen das Zarentum Russland und drohten, ihre Tribute an den Khan einzustellen, sollte dieser sie nicht wirksam unterstützen.
Bereits im Jahr 1570 begann mit dem Einfall der Krimtataren in Russland (Gebiet von Rjasan) der Russisch-Krimtatarische Krieg. Im folgenden Jahr durchbrach das Tatarenheer erneut die russischen Stellungen an der Oka und brannte vom 24. bis zum 26. Mai 1571 Moskau fast vollständig nieder. Danach verlangte der Khan Dewlet Giray die Abtretung von Kasan und Astrachan im Gegenzug für einen Friedensschluss. Iwan IV. zögerte die Verhandlungen hinaus und brach sie schließlich im Frühjahr 1572 ganz ab, nachdem er die vorherigen Monate genutzt hatte, um sowohl die russischen Streitkräfte, als auch die Stellungen an der Oka zu verstärken. Dewlet Giray rückte deshalb im Sommer 1572 erneut gegen Moskau vor.
Am 26. Juli erschien das Tatarenheer südlich der Oka. Auf dem gegenüberliegenden Ufer befand sich das russische Heer unter Michail Worotynski in umfangreichen Verschanzungen. Die Russen wehrten innerhalb der nächsten 24 Stunden jeden Versuch der Tataren ab, über den Fluss zu setzen. Doch in der Nacht zum 28. Juli gelang einem Großteil der tatarischen Truppen bei Kaschira die Flussüberquerung. Danach zog der Khan auf direktem Weg gegen Moskau. Dem russischen Heer blieb lediglich übrig, den Tataren zu folgen. Dabei kam ihnen zugute, dass das Heer Dewlet Girays wegen der zahlreichen schweren Geschütze, die es mit sich führte, nur langsam vorankam.

## Verlauf
Bei dem kleinen Dorf Molodi (60 Kilometer vor Moskau) holten die Russen die tatarische Nachhut schließlich ein. Während die russischen Truppen sich hinter Wällen und Palisaden verschanzten, entschloss sich Divey Murza, der tatarische Befehlshaber des Hauptkontingents, sich bei Molodi zur Schlacht zu stellen und erst danach auf Moskau zu marschieren.
Zunächst kam es in den folgenden Tagen nur zu örtlichen Gefechten. Bei einem dieser Zusammenstöße wurden 3.000 russische Strelitzen in einer vorgeschobenen Stellung überrannt. Bei einem anderen Gefecht fiel Diwej Mirsa vom Pferd und wurde gefangen genommen.
Am 2. August setzte der Khan Dewlet Giray alles auf den entscheidenden Angriff. Mit überlegenen Kräften – geschätzten 40.000 bis 60.000 Mann – zog er gegen die 23.000 bis 25.000 russischen Soldaten.
Die Tataren stürmten erfolglos gegen die russischen Palisaden an. Um sie zu überwinden, mussten sie von ihren Pferden absteigen. Fürst Michail Worotynski umging nun mit dem Großteil des russischen Heeres die Flanke der Tataren und tauchte überraschend in deren Rücken auf. Unter großen Verlusten brach das Tatarenheer im russischen Kreuzfeuer zusammen. Der Khan floh mit seiner Leibwache vom Schlachtfeld, mit nur 20.000 Mann soll er zurückgekehrt sein.

## Folgen
Der Sieg der russischen Truppen wurde überall in Russland gefeiert, auch im Rest Europas fand er größere Beachtung. Er verschaffte Iwan IV. die Gelegenheit, den Großteil seiner Truppen im Livländischen Krieg einzusetzen und mit nur relativ schwachen Kräften den Schutz der Südgrenzen zu gewährleisten. Die Schlacht bei Molodi gilt als der Beginn des Niederganges des Krimkhanats.
Fürst Michail Worotynski wurde für seine umsichtige Führung reich belohnt. Gleichzeitig betrachtete ihn der Zar nunmehr als potentiellen Konkurrenten. Dies führte im Sommer 1573 zu Worotynskis Hinrichtung.